# Grafschaft Amiens
Die karolingische Grafschaft Amiens bestand mindestens seit dem 9. Jahrhundert bis zum Jahr 1077, in dem der letzte Graf ins Kloster ging und die Grafschaft als Lehen an die französische Krone zurückging. Die Grafen von Amiens waren zumeist gleichzeitig Grafen von Valois und Vexin.

## Grafen von Amiens
- Richard, 801/825 Graf von Amiens, Stammvater der Buviniden
- Ermenfroi, vor 895/919 Graf von Amiens, Vexin und Valois
- Raoul I. (Raoul de Gouy), † 926, 915 Graf, wohl Graf von Ostervant, 923 Graf von Amiens, Valois und Vexin, Schwager oder Schwiegersohn Ermenfrois (Erstes Haus Valois)
- Raoul II. (Raoul de Cambrai), X 944, Graf von Valois, Amiens und Vexin, Sohn Raouls
- Odo von Vermandois, Sohn des Grafen Heribert II. von Vermandois, 941 Graf von Amiens durch Usurpation, 944 wieder verjagt
- Herluin Graf von Ponthieu, 944 Graf von Amiens, † 945 (Haus Ponthieu)
- Gautier (Walterius) I., † 992/998, 965 Graf von Valois, Amiens und Vexin, wohl Sohn Raouls I.
- Gautier II. le Blanc, nach 998/1017 bezeugt, Graf von Valois, Amiens und Vexin, 1017 Graf von Mantes, Sohn Gautiers I.
- Dreux (Drogo), † 1035, Graf von Amiens, Mantes, Pontoise und Vexin, Sohn Gautiers II.
- Gautier III., † 1063, Graf von Amiens und Vexin, 1063 Titulargraf von Maine, Sohn Drogos
- Raoul IV., † 1074, Graf von Valois, Crépy und Vitry, 1064 Graf von Amiens und Vexin, Vogt (avoué) von Saint-Denis, Jumièges, Saint-Wandrille, Saint-Pierre in Chartres und Saint-Arnoul in Crépy, Sohn Raouls III.
- Simon, 1069 bezeugt, † 1080, Graf von Amiens, Valois, Montdidier, Bar-sur-Aube, Vitry und Vexin, Sohn Raouls III.

Im Jahr 1077 ging Simon ins Kloster, seine Besitzungen wurden verteilt. Valois ging an seinen Schwager Heribert IV. von Vermandois, Amiens an das Bistum Amiens, und das Vexin an den König, der es mit dem Herzog der Normandie teilte. Bar-sur-Aube und Vitry wurden von Theobald von Blois besetzt.

## Haus Boves
- Enguerrand I., 1069/1118 bezeugt, Seigneur de Boves, de Coucy et de la Fère, 1085 Graf von Amiens (Haus Boves)
- Thomas, 1096/1130 bezeugt, † vor 1131, dessen Sohn, Seigneur de Coucy, de Marle, de la Fère et de Boves, Graf von Amiens bis 1118

## Grafen von Amiens aus demHaus Frankreich-Vermandois(Kapetinger)
- Rudolf I. le Vaillant (1102–1152), Graf von Valois Vermandois, Amiens und Crépy, Seneschall von Frankreich 1131–1152, 1147 Regent von Frankreich